# Alfred Chłapowski

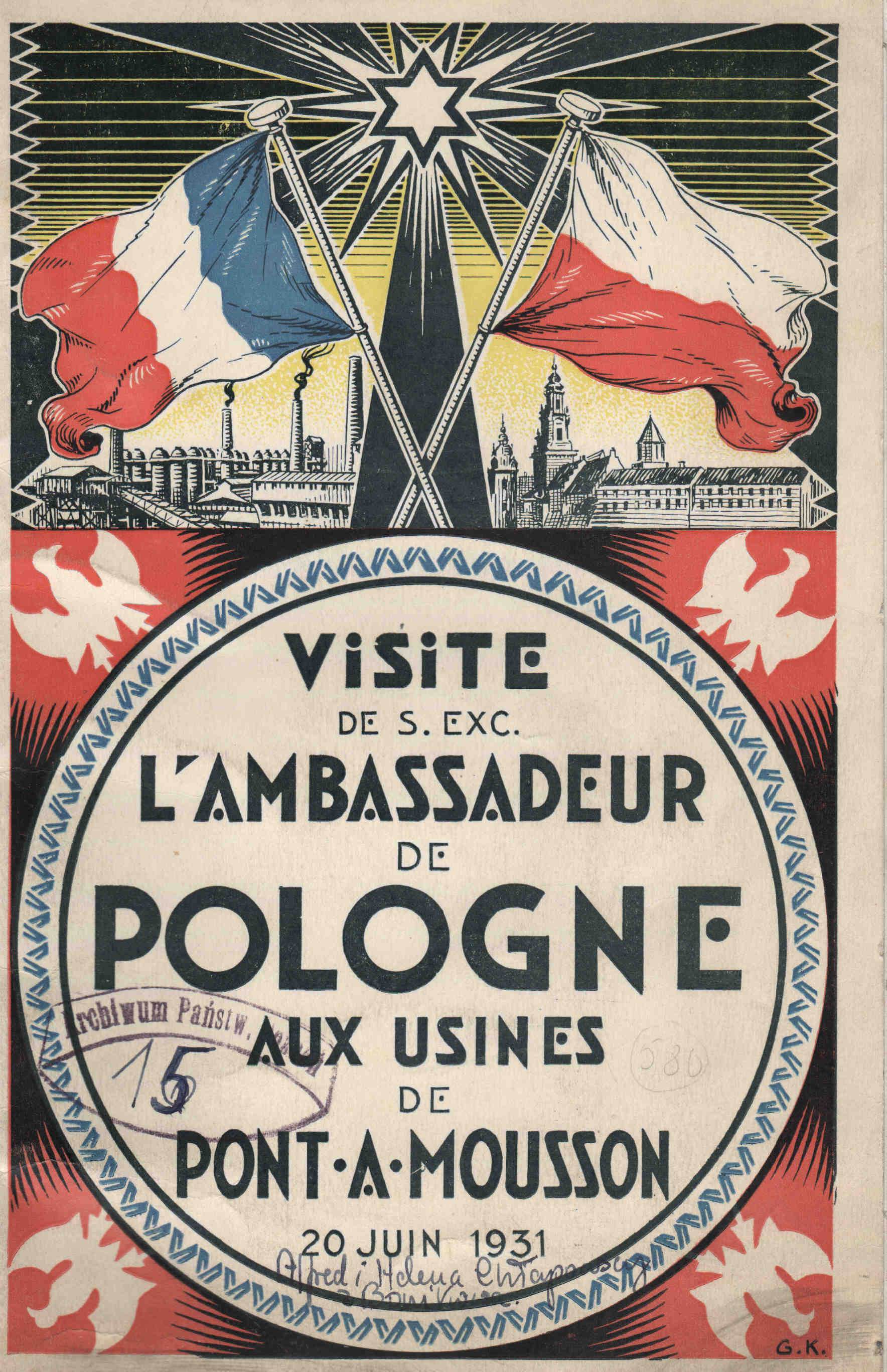
Zaproszenie na uroczystość z okazji wizyty ambasadora Alfreda Chłapowskiego w Pont-à-Mousson, 1931 (zbiory Archiwum Państwowego w Poznaniu)

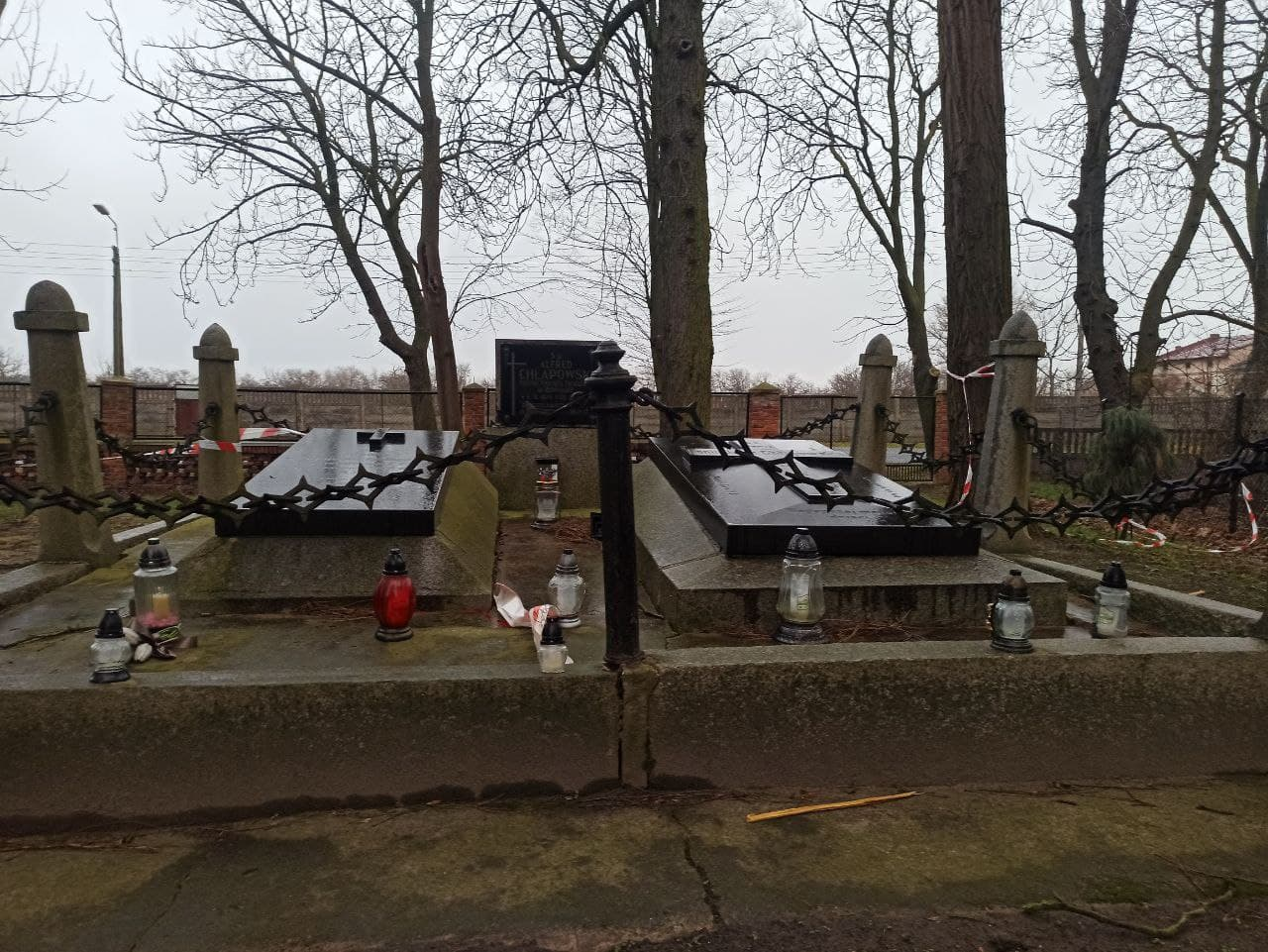
Grób Alfreda Chłapowskiego w Bonikowie

Alfred Stefan Franciszek Chłapowski h. Dryja (ur. 5 października 1874 w Bonikowie, zm. 19 lutego 1940 w Kościanie) – polski ziemianin, ekonomista, polityk, minister i dyplomata II Rzeczypospolitej. W latach 1904–1908 poseł do Reichstagu Cesarstwa Niemieckiego, w latach 1922–1924 poseł I kadencji Sejmu II RP, w 1923 minister rolnictwa i dóbr państwowych w drugim rządzie Wincentego Witosa, w latach 1924–1936 ambasador RP we Francji.

## Życiorys
Urodził się w rodzinnym pałacu w Bonikowie. Był synem Stefana Euzebiusza(1835–1884) i Marii z hrabiów Ponińskich h. Łodzia (1842–1899). Początkowo pobierał naukę w domu. Następnie, począwszy od 1888 r., był uczniem Gimnazjum św. Marii Magdaleny w Poznaniu, które ukończył 1895 r. W czasie nauki należał do tajnego kółka samokształceniowego, którego członkowie spotykali się w mieszkaniu Bogumiły Mańkowskiej, córki gen. Jana Henryka Dąbrowskiego. Jako najstarszym z pięciorga rodzeństwa (miał brata i trzy siostry), to jemu miał przypaść w większości majątek rodzinny, postanowił rozpocząć studia rolnicze. W latach 1895–1896 studiował na uniwersytecie w Berlinie, przez kolejne dwa semestry, kontynuował naukę w Instytucie Rolniczym Uniwersytetu w Halle (1896–1897). W kolejnym roku akademickim 1897/1898 studiował nauki polityczne na Wydziale Ekonomii Politycznej Uniwersytetu Ludwika i Maksymiliana w Monachium. W latach 1898–1899 Chłapowski pogłębiał wiedzę w Paryżu i ponownie w Berlinie. 21 listopada 1900 r. uzyskał stopień doktora ekonomii politycznej na uniwersytecie w Monachium. Jako student Chłapowski udzielał się w polskim niezależnym ruchu młodzieżowym. Po zakończeniu nauki powrócił do rodzinnego Bonikowa, gdzie zajął się prowadzeniem majątku, który z czasem należał do wybijających się w całej Wielkopolsce. Dodatkowo uległ on powiększeniu dzięki posagowi, jaki wniosła żona Helena. Chłapowski zaangażował się społecznie w Kościanie. W 1901 r. został prezesem Kółka Rolniczego, angażował Banku Parcelacyjnego i Towarzystwa Gostyńskiego, będącego filią Centralnego Towarzystwa Gospodarczego. Przyszłą karierę polityczną ułatwiła mu rozpoznawalność oraz opowiedzenie się po stronie tzw. „szlachty postępowej”. W czasie kampanii w 1903 r., kiedy to poparł reprezentantów nurtu politycznego wielkopolskiego ziemiaństwa w wyborach do Reichstagu i pruskiego parlamentu krajowego Landtagu. Chłapowski sam został posłem w wyborach uzupełniających z 15 listopada 1904 r., które zostały rozpisane po śmierci Józefa Głębockiego. Pokonał z dużą przewagą kandydata niemieckiego i stając się najmłodszym posłem Koła Polskiego w Reichstagu. Mandat odnowił w czasie przedterminowych wyborów w 1907 r. Zrzekł się go jednak 20 listopada 1908 r. Po odejściu z polityki ograniczył swoją aktywność społeczną. Zaangażował się za to w działalność wydawniczą. Odegrał bardzo dużą rolę w kreowaniu linii programowej powołanej do życia w 1896 r. „Gazety Kościańskiej”.

### I wojna światowa
Prawdopodobnie ze względu na wiek (w chwili wybuchu wojny miał 40 lat) i braku wcześniejszego przeszkolenia wojskowego, nie został zmobilizowany. Aby uniknąć ewentualnego wcielenie do wojska niemieckiego w 1915 r. wstąpił do Zakonu Kawalerów Maltańskich. Jako delegat Związku Śląskich Kawalerów Maltańskich przy Niemieckim Czerwonym Krzyżu wspomagał wojskowe szpitale Armii Niemieckiej i wraz z żoną wspierał także Polaków zmobilizowanych do wojska, przesyłając im paczki z pomocą. W chwili wybuchu rewolucji w Niemczech w listopadzie 1918 r. włączył się jako jedyny ziemianin do działającej w Kościanie Rady Robotniczo-Żołnierskiej, w której Polacy zdobyli przewagę.

### II Rzeczpospolita
Po odzyskaniu przez Polskę niepodległości, Chłapowski w grudniu 1918 r. został jednym z 17 delegatów swojego powiatu do Polskiego Sejmu Dzielnicowego, który obradował w Poznaniu. Ponadto włączył się w organizację oddziałów Straży Ludowej podczas powstania w Wielkopolsce, a następnie zaangażował się w działalność na rzecz integracji Wielkopolski z systemem gospodarczym odrodzonego państwa polskiego. Zaangażował się w powołany w 1919 r. Wielkopolski Związek Producentów Rolnych, którego był prezesem w latach 1920–1923. Z kolei w latach 1921–1924 był prezesem Banku Cukrownictwa w Poznaniu. W 1922 r. z ramienia Chrześcijańsko-Narodowego Stronnictwa Rolniczego (ChNSR) został posłem. Został członkiem Klubu Chrześcijańsko-Narodowego, w którym pełnił funkcję wiceprzewodniczącego. Po poparciu drugiego rządu Wincentego Witosa przez Klub Chrześcijańsko-Narodowy, 27 października 1923 r. Chłapowskiego powołano na ministra rolnictwa i dóbr państwowych. Opowiadał się za modernizacją rolnictwa, popierał ograniczenie subwencjonowania przez państwo organizacji rolniczych. Jego misja jako ministra zakończyła się z powodu konfliktów, w związku z projektowaną reformą rolną. Po upadku rządu, od 22 marca objął placówkę dyplomatyczną w Paryżu, rezygnując z mandatu poselskiego. 27 listopada 1924 r. przedstawicielstwo poselskie podniesiono do rangi ambasady, a tym samym Chłapowski, który został pierwszym w historii ambasadorem RP w stolicy Francji. Misję dyplomatyczną pełnił do 20 czerwca 1936 r.

### II wojna światowa
W chwili wybuchu wojny światowej Chłapowski wraz z żoną próbował przedostać się do Warszawy. Dotarł jednak jedynie do miejscowości Świesz, gdzie znalazł schronienie w majątku Stanisława Zaleskiego.
Kilkudniowa podróż negatywnie wpłynęła na zdrowie byłego ambasadora. 25 października 1939 r. został przetransportowany przez szefa Gestapo z Kościana do tamtejszego szpitala św. Zofii. Stan jego zdrowia się nie poprawiał.
Zmarł 19 lutego 1940 r. w szpitalu. Został pochowany w grobie rodzinnym na cmentarzu przy kościele pw. św. Mikołaja w Bonikowie (woj. wielkopolskie), obok swojej matki i starszego syna.

## Okres sprawowania urzędu ministra
- 27 października – 15 grudnia 1923[4]
- p.o. 15–19 grudnia 1923

## Rodzina
Był krewnym Dezyderego Chłapowskiego i bratem stryjecznym Tadeusza Chłapowskiego.
3 października 1907 r. ożenił się z Heleną hr. Mielżyńską h. Nowina (1887–1959), z którą miał córki: Marię Teresę (1910–1980), Krystynę (1911–1995) oraz synów: Jana Anzelma (1914–1923) i Alfreda (1917–1988).

## Ordery i odznaczenia
- Wielka Wstęga Orderu Odrodzenia Polski (28 kwietnia 1926)[8]
- Krzyż Komandorski z Gwiazdą Orderu Odrodzenia Polski (30 kwietnia 1925)[9]
- Złoty Krzyż Zasługi
- Krzyż Wielki Orderu Legii Honorowej (Francja, 5 maja 1926)[10]
- Krzyż Wielki Orderu Świętego Karola (Monako)[11][12]
- Order Grobu Świętego I klasy (Zakon Rycerski Grobu Bożego w Jerozolimie)[10]
- Order Grobu Świętego II klasy (Zakon Rycerski Grobu Bożego w Jerozolimie)[10]
- Baliw Wielkiego Krzyża Honoru i Dewocji Kawalerów Maltańskich (1929)[13][14]
- Komandor Orderu Zasługi Rolniczej (Francja, 26 grudnia 1923)[15]